# Meister der Perchauer Maria
Als Meister der Perchauer Maria wird ein gotischer Bildschnitzer bezeichnet, der um 1430 in der Steiermark in Judenburg oder in Neumarkt tätig war. 
Der namentlich nicht bekannte Künstler erhielt seinen Notnamen  nach einer von ihm geschaffenen Marienfigur. Diese Holzfigur stammt aus der Pfarrkirche in Perchau in der Steiermark und stellt Maria als Himmelskönigin dar. Die Figur befindet sich heute im Diözesanmuseum Graz. Die Figur wird dem Weichen Stil zugeordnet, der Stilrichtung der spätgotischen Plastik, in der stehende Madonnenplastiken auch „Schöne Madonnen“ genannt werden. Der Stil des Meisters zeigt eine Verwandtschaft mit der Salzburger Bildhauerei seiner Epoche. Vom Meister sollen noch weitere Werke in der Region stammen, darunter eine „Schöne Madonna“ eines Seitenaltars in der Peterskirche im Stift St. Lambrecht.